# Mundialito de Clubes de Futebol de Areia de 2013
O Mundialito de Clubes de Futebol de Areia de 2013 decorreu no Rio de Janeiro, no Brasil, de 10 a 17 de novembro. A sede principal dos jogos foi na Praia de Copacabana. As duas edições anteriores foram realizadas na Praia do Sol, na complexo esportivo Arena Guarapiranga, localizado perto da Represa de Guarapiranga, em São Paulo, Brasil.

## Equipes Qualificadas
| CONMEBOL      | UEFA      | AFC     |
| ------------- | --------- | ------- |
| Botafogo      | Barcelona | Al Ahli |
| Corinthians   | Milan     |         |
| Flamengo      |           |         |
| Peñarol       |           |         |
| Vasco da Gama |           |         |

## Local
|  | CopacabanaMundialito de Clubes de Futebol de Areia de 2013 (Brasil) |

## Equipes
As equipes que participaram nesta 3ª edição foram:
| GRUPO A       | GRUPO B     |
| ------------- | ----------- |
| Al-Ahli       | Corinthians |
| Barcelona     | Flamengo    |
| Botafogo      | Milan       |
| Vasco da Gama | Peñarol     |

## Fase de grupos

### Grupo A
| Equipe        | Pts | J | V | V+ | D | GM | GS | +/- |
| ------------- | --- | - | - | -- | - | -- | -- | --- |
| Botafogo      | 6   | 3 | 2 | 0  | 1 | 8  | 6  | +2  |
| Vasco da Gama | 5   | 3 | 1 | 1  | 1 | 10 | 9  | +1  |
| Barcelona     | 3   | 3 | 1 | 0  | 2 | 11 | 12 | -1  |
| Al-Ahli       | 3   | 3 | 1 | 0  | 2 | 7  | 9  | -2  |

| 13 de Novembro de 2013 | Botafogo                              | 2 - 0 (1 - 0, 1 - 0, 0 - 0) | Al-Ahli | Praia de Copacabana, Rio de Janeiro |
| 13:30                  | B. Tell 7' (pen.) · A. Cavalcanti 17' | Report                      |         |                                     |

| 13 de Novembro de 2013 | Vasco da Gama                                           | 4 - 4 (a.e.t.) (1 - 1, 2 - 1, 0 - 1, 1 - 1) | Barcelona                                               | Praia de Copacabana, Rio de Janeiro |
| 16:00                  | Bueno 6' · Mauricinho 21' · Jorginho 22' · Boquinha 39' | Report                                      | 8' (pen.), 38' D. Stankovic · 19' Nico · 33' O. Moreira |                                     |

|                     |       | Penalidades               |  |
| Jorginho Mauricinho | 1 - 0 | F. Farberhoff R. Amarelle |  |

| 14 de Novembro de 2013 | Al-Ahli                                                    | 4 - 6 (1 - 4, 2 - 1, 1 - 1) | Vasco da Gama                                                          | Praia de Copacabana, Rio de Janeiro |
| 13:30                  | K. Albalooshi 9' · N. Belchior 14' (pen.), 16' (pen.), 36' | Report                      | Bueno 1' · Betinho 7' (pen.), 13' · Mauricinho 10', 36' · Boquinha 14' |                                     |

| 14 de Novembro de 2013 | Botafogo                                                                            | 5 - 6 (1 - 2, 2 - 3, 2 - 1) | Barcelona                                                                      | Praia de Copacabana, Rio de Janeiro |
| 14:45                  | Sidney 4' · A. Cavalcanti 15' (pen.) · B. Antonio 23' · Vini 29' (pen.) · Dmais 35' | Report                      | D. Stankovic 2', 23' · C. Torres 3' · Nico 15', · J. Lima 24' · O. Moreira 33' |                                     |

| 14 de Novembro de 2013 | Barcelona       | 1 - 3 (0 - 0, 0 - 0, 1 - 3) | Al-Ahli                                 | Praia de Copacabana, Rio de Janeiro |
| 12:30                  | R. Amarelle 36' | Report                      | 28', 36' N. Belchior · 33' H. Alhammadi |                                     |

| 14 de Novembro de 2013 | Vasco da Gama | 0 - 1 (0 - 0, 0 - 1, 0 - 0) | Botafogo   | Praia de Copacabana, Rio de Janeiro |
| 13:45                  |               | Report                      | 17' Sidney |                                     |

### Grupo B
| Equipe      | Pts | J | V | V+ | D | GM | GS | +/- |
| ----------- | --- | - | - | -- | - | -- | -- | --- |
| Corinthians | 9   | 3 | 3 | 0  | 0 | 11 | 8  | +3  |
| Flamengo    | 6   | 3 | 2 | 0  | 1 | 19 | 10 | +9  |
| Peñarol     | 3   | 3 | 1 | 0  | 2 | 14 | 19 | -5  |
| Milan       | 0   | 3 | 0 | 0  | 3 | 11 | 18 | -7  |

| 10 de Novembro de 2013 | Flamengo    | 1 - 2 (1 - 2, 0 - 0, 0 - 0) | Corinthians             | Praia de Copacabana, Rio de Janeiro |
| 10:00                  | Benjamin 2' | Report                      | 8' André · 9' B. Xavier |                                     |

| 13 de Novembro de 2013 | Corinthians                                       | 4 - 3 (1 - 1, 1 - 2, 2 - 0) | Peñarol                                  | Praia de Copacabana, Rio de Janeiro |
| 14:45                  | B. Xavier 10' · B. Malias 15', 32' · Anderson 36' | Report                      | 11' M. Diaz · 15' Fred · 23' R. Martinez |                                     |

| 14 de Novembro de 2013 | Flamengo | 11 - 5 (3 - 2, 2 - 0, 6 - 3) | Peñarol                                                                    | Praia de Copacabana, Rio de Janeiro |
| 13:00                  | Benjamin 8' · Souza 9' · Toinho 11' · Eudin 13', 25', 27', 33' · Datinha 24', 34' · Leonardo Martins 35', 35' | Report                       | 9' (g.p) R. Villalobos · 12' M. Cabrera · 29', 30' D. Martín · 35' B. Nico |                                     |

| 14 de Novembro de 2013 | Milan                                          | 4 - 5 (0 - 3, 2 - 1, 2 - 1) | Corinthians                                  | Praia de Copacabana, Rio de Janeiro |
| 16:15                  | 14', 15' Catarino · 27', 34' (g.p) G. Gabriele | Report                      | Rafinha 2', 29' · Daniel 3' · André 10', 13' |                                     |

## Fase final
|  | Semifinais     | Semifinais     |      |                | Final          | Final |  |
|  |                |                |      |                |                |       |  |
|  | 16 de Novembro |                |      |                |                |       |  |
|  | Corinthians    | 2              |      |                |                |       |  |
|  | Vasco da Gama  | 0              |      |                |                |       |  |
|  |                |                |      |                |                |       |  |
|  |                |                |      |                | 17 de Novembro |       |  |
|  |                |                |      |                | Corinthians    | 3(1)  |  |
|  |                | Flamengo       | 3(0) |                |                |       |  |
|  |                |                |      |                |                |       |  |
|  |                |                |      |                |                |       |  |
|  |                |                |      |                | Terceiro lugar |       |  |
|  | 16 de Novembro | 16 de Novembro |      | 17 de Novembro | 17 de Novembro |       |  |
|  | Botafogo       | 2              |      | Botafogo       | 1              |       |  |
|  | Flamengo       | 3              |      |                | Vasco da Gama  | 3     |  |

### Semifinais
| 16 de Novembro de 2013 | Corinthians                   | 2 - 0 (0 - 0, 2 - 0, 0 - 0) | Vasco da Gama | Praia de Copacabana, Rio de Janeiro |
| 10:30                  | Daniel 14' · Bruno Malias 20' | Report                      |               |                                     |

| 16 de Novembro de 2013 | Botafogo               | 2 - 3 (0 - 2, 1 - 0, 1 - 1) | Flamengo                    | Praia de Copacabana, Rio de Janeiro |
| 11:45                  | Fred M. 14' · Vini 27' | Report                      | 23' Casé · 12', 25' Datinha |                                     |

### Terceiro lugar
| 17 de Novembro de 2013 | Botafogo       | 1 - 3 (0 - 0, 1 - 2, 0 - 1) | Vasco da Gama                        | Praia de Copacabana, Rio de Janeiro |
| 8:00                   | B. Botelho 20' | Report                      | 22' Gil · 23' Jorginho · 28' Betinho |                                     |

### Final
| 17 de Novembro de 2013 | Corinthians                                    | 3 - 3 (a.e.t.) (1 - 1, 2 - 0, 0 - 2, 0 - 0) | Flamengo                     | Praia de Copacabana, Rio de Janeiro |
| 10:00                  | Fernando DDI 9' · André 19' · Bruno Xavier 23' | Report                                      | 9', 28' Eudin · 32' Benjamin |                                     |

|              |       | Penalidades |  |
| Bruno Xavier | 1 - 0 | Benjamin    |  |

## Campeão
| III Mundialito de Clubes de Futebol de Areia |
| -------------------------------------------- |
| Corinthians Campeão (Primeiro título)        |

## Prêmios
| Melhor Jogador (MVP) | Melhor Jogador (MVP) | Melhor Jogador (MVP) |
| -------------------- | -------------------- | -------------------- |
| Mão ( Corinthians)   |                      |                      |
| Artilheiro           |                      |                      |
| Eudin ( Flamengo)    |                      |                      |
| 7 gols               |                      |                      |
| Melhor Goleiro       |                      |                      |
| Mão ( Corinthians)   |                      |                      |

## Classificação
| Pos. | Time          |
| ---- | ------------- |
| 1º   | Corinthians   |
| 2º   | Flamengo      |
| 3º   | Vasco da Gama |
| 4º   | Botafogo      |
| 5º   | Barcelona     |
| 6º   | Al-Ahli       |
| 7º   | Peñarol       |
| 8º   | Milan         |